# امیران (اردستان)
اَمیران با گویش محلی اُمِیرون نام روستایی در مرکز ایران و درست در حاشیه کویر نمک با قدمت تاریخ ایران؛ از روستاهای دهستان ریگستانزواره و با جمعیتی بیش از ۱۰۰۰ نفر است.

## محدوده امیران
روستای امیران در استان اصفهان و در شهرستان اردستان و در مسیر راه کاشان به طبس و در مجاورت خط اهن تهران به بندرعباس واقع شده‌است.

## امیران در تاریخ
جنگ‌های رستم و افراسیاب که قسمت مهمی از پیکارهای شاهنامه فردوسی را به وجود آورده در عرصه محدودی از اراضی شمال شرقی اردستان که درون مثلث زواره-اردستان -امهران قرار دارد اتفاق افتاده است و ارگ«دستان»پدر رستم با خود«رستم دستان»در محل قصبه اردستان، و جایگاه برادرش در قلعه محکم زواره و اردوگاه افراسیاب در قریه ترک آباد که امروز آن را تلک آباد می‌گویند بوده و در شمال اردستان قریه‌ای بفاصله دو فرسخ در مغرب زواره از روزگار بسیار قدیم وجود دارد که کاریز آن دراراضی زراعتی و خانه‌های اردستان تا نزدیک محلی که حدس می‌زنیم آتشکده مهر اردشیر در آنجا برپا بوده پیش می‌رود، این قریه را امروز امهران می‌گویند.
گذشتهٔ تاریخی شهرستان و شهر اردستان در پردهٔ ابهام است، چنان که سرآغاز آن را به عهد مهابادیان و کیانیان مربوط دانسته‌اند. وجود بقایای آتشکده‌هایی در جلگهٔ اردستان کهن بودن این ناحیه را تأیید می‌کند؛ بجز آتشکدهٔ مهر اردشیر، آتشکده‌های دیگری از جمله امهران، زواره و جوگند را می‌توان نام برد.
در شمال اردستان قریه‌ای بفاصله دو فرسخ در مغرب زواره از روزگار بسیار قدیم وجود دارد که کاریز آن دراراضی زراعتی و خانه‌های اردستان تا نزدیک محلی که حدس می‌زنیم آتشکده مهر اردشیر در آنجا برپا بوده پیش می‌رود، این قریه را امروز امهران می‌گویند که بیشک مرکب از سه ریشه«او»تلفظ پهلوی آب و«مهر»و«ان»نسبت است یعنی آب منسوب به مهر. و جز این کاریز دیگری بفاصله چند صد متر از همین آتشکده شروع شده و بطرف شمال شرقی پیش می‌رود که امروز مربوط به زواره است ولی در روزگار قدیم قریه‌ای را کمتر از یک فرسخ در شمال شرقی اردستان مشروب می‌کرده‌است که آن را مهریا مهر گرد میگفته‌اند و یحتمل که این مهر زواره و قریه امهران که روزگاری هم از روی علائم و آثار سهمی از آب قصبه اردستان را میگرفته هر دو متعلق به آتشکده مهر اردستان یا معبد مهر اردشیر مهر پرستان داشته باشند.

## پیشه
پیشه مردم روستا دامداری وکشاورزی است و از این راه امرار معاش می‌کنند.

## آثار
تا حدود ۲۰ سال قبل ترکیب امیران کهنه دست نخورده بود ولی امروزه به جز دیوار قلعه بقایای مسجد قدیمی که اکثر قدیمی‌ها معتقدند بر روی آتشکده بنا شده. و آب انبار و.. اثر چندانی بر جای نمانده.
در داخل روستا آثاری قدیمی (نه زیاد قدیمی) نیز وجود دارد که می‌توان به: آب‌انبار. منبع آب که دو سال گذشته خرابش کردند. بالا خانه  درهای قدیمی و … اشاره کرد.